# مسجد لیبرال برلین
مسجد لیبرال برلین یا مسجد ابن رشد ـ گوته (Ibn Rushd-Goethe mosque) در برلین مسجدی است که توسط گروهی از مسلمانان لیبرال تأسیس شده. در این مسجد همه فرق اسلامی می‌توانند حضور یابند. زن و مرد می‌توانند با هم در نماز جماعت شرکت کنند و حجاب زنان اختیاری است. رعایت هیچ‌ یک از اصول های رایج در مساجد اسلامی در این مسجد الزامی نیست.

## بازتاب‌های مسجد
بعضی علمای قاهره و ترکیه علیه این مسجد فتوا داده‌اند. 
موجب گزارش روزنامه «ولت ام زونتاگ» آلمان، بانی مسجد لیبرال ابن رشد ـ گوته در برلین به دلیل تهدیدهای بی‌شمار دائماً باید محافظ داشته باشد.
اداره آگاهی آلمان می‌گوید، شمار تهدیدهایی که سیران آتش تا به حال دریافت کرده، به حدی بوده که چند نفر برای حفاظت شبانه‌روزی از او تعیین شده‌اند. حتی وزیران آلمان نیز از چنین حفاظتی برخوردار نیستند. رجب طیب اردوغان، رئیس‌جمهور ترکیه نیز خواستار بستن این مسجد شده و دولت آلمان در این زمینه درخواستی از آنکارا دریافت کرده است.
سیران آتش، وکیل و فعال حقوق زنان، مسلمان است. او پیش‌تر در سال ۱۹۸۴ در غرب برلین به دلیل فعالیت‌هایش در دفاع از زنان مهاجر مورد حمله قرار گرفت و به شدت مجروح شد.